# Коэч, Пол
Пол Коэч (англ. Paul Koech; 31 декабря 1969, Уазин-Гишу, Кения — 4 сентября 2018, Найроби, Кения) — кенийский легкоатлет, бегун на длинные дистанции. Чемпион мира по полумарафону 1998 года. В 1999 году выиграл 10-километровый Брюнсюмский пробег. На Чикагском марафоне 2003 года занял 2-е место с результатом 2:07.07. Неоднократный призёр и победитель чемпионатов мира по кроссу.
На Олимпийских играх 1996 года занял 6-е место в беге на 10 000 метров.
Двукратный победитель пробега Carlsbad 5000.